# Antonio Esparragoza
Antonio Esparragoza Betancourt es un abogado, político y exboxeador venezolano. Fue campeón mundial del Peso pluma en los años 80. Esparragoza esta posicionado según la revista de The Ring en el puesto N.º 76 como uno de los mejores boxeadores del Peso pluma. Fue miembro Juegos Olímpicos de Moscú en 1980 representando a Venezuela.

## Etapa Amateur
Esparragoza inicio en el boxeo a la edad de 9 años, iniciándose como amateur donde tuvo un récord de 125 peleas aunque muchas de estas eran en un peso inferior al reglamentario. Participó en los Juegos Olímpicos de Moscú en 1980, sin embargo caería derrotado en el primer enfrentamiento ante el púgil británico Peter Hanlon. después de su breve participación en los olímpicos empezó su carrera profesional

## Etapa Profesional
Esparragoza debutó como profesional el 24 de febrero de 1981 derrotando en dos asaltos al boxeador Anthony Wanza, estuvo invicto hasta 1982 donde fue noqueado en seis asaltos por el boxeador venezolano Ángel Torres. Posteriormente tuvo una racha de cuatro victoria donde noqueó a Ángel torres en la revancha. El 4 de octubre de 1982 empató contra el también campeón mundial y medallista  olímpico del Peso gallo Bernardo Piñango.
Tuvo su primera oportunidad por el título mundial el 6 de marzo de 1987 ante el púgil Mexico-Americano Steve Cruz a quien noqueó a los 12 asaltos. Esparragoza defendió su título mundial en siete ocasiones antes de perderlo por decisión unánime ante el púgil surcoreano Young Kyun Park y retirándose definitivamente de los cuadriláteros después de esa pelea a la edad de 31 años alegando que —ya no tenía la motivación para seguir boxeando—, dedicándose a su carrera de abogado, carrera que había llevado hasta el momento junto a su carrera deportiva.
En el año 2013 fue ingresado al Salón de la Fama del Deporte Venezolano.

## Registro profesional
| 30 Ganadas (27 KOs), 2 Derrotas, 4 Empates |        |                      |          |                 |            |                                                 |                                                                           |
| Resultado                                  | Récord | Rival                | Método   | Asalto - Tiempo | Fecha      | Localización                                    | Título                                                                    |
| D                                          | 30-2-4 | Young Kyun Park      | UD       | 12              | 30-03-1991 | Gwangju, Corea del Sur                          | Pierde el título mundial AMB y lineal del Peso pluma                      |
| G                                          | 30-1-4 | Chan-Mok Park        | UD       | 12              | 12-05-1990 | Seúl, Corea del Sur                             | Retiene el título mundial AMB del Peso pluma                              |
| G                                          | 29-1-4 | Eduardo Montoya      | KO       | 5 (12) ,1:30    | 22-09-1989 | Plaza de Toros Calafia, Mexicali, México        | Retiene los títulos mundiales AMB y The Ring del Peso pluma               |
| G                                          | 28-1-4 | Jean-Marc Renard     | KO       | 10 (12) ,2:07   | 02-06-1989 | Namur, Bélgica                                  | Retiene los títulos mundiales AMB y The Ring del Peso pluma               |
| G                                          | 27-1-4 | Mitsuru Sugiya       | KO       | 10 (12) ,2:07   | 26-03-1989 | Kawasaki, Japón                                 | Retiene los títulos mundiales AMB y The Ring del Peso pluma               |
| G                                          | 26-1-4 | José Marmolejo       | KO       | 8 (12) ,1:26    | 05-11-1988 | Marsala, Italia                                 | Retiene los títulos mundiales AMB y The Ring del Peso pluma               |
| E                                          | 25–1–4 | Marcos Villasana     | Decisión | 12              | 23-06-1988 | Los Ángeles, EE. UU.                            | Retiene los títulos mundiales AMB y The Ring del Peso pluma               |
| G                                          | 25-1-3 | Pascual Aranda       | KO       | 10 (12)         | 26-07-1987 | Houston, EE. UU.                                | Retiene los títulos mundiales AMB y The Ring del Peso pluma               |
| G                                          | 24-1-3 | Steve Cruz           | TKO      | 12 (12)         | 06-03-1987 | Fort Worth, EE. UU.                             | Gana los títulos mundiales AMB y The Ring (Campeón lineal) del Peso pluma |
| G                                          | 23-1-3 | Octavio Quiñones     | TKO      | 3 (10),1:52     | 16-01-1987 | Phoenix, EE. UU.                                |                                                                           |
| E                                          | 22–1–3 | Nelson Rodríguez     | Decisión | 10              | 19-05-1986 | San Juan, Puerto Rico                           |                                                                           |
| G                                          | 22-1-2 | Bernardo Checa       | KO       | 2 (10),2:36     | 22-03-1986 | Turmero, Venezuela                              |                                                                           |
| G                                          | 21-1-2 | José M. Ortiz        | KO       | 2,(10)          | 17-02-1986 | Turmero, Venezuela                              |                                                                           |
| G                                          | 20-1-2 | Johnny De La Rosa    | TKO      | 3,(10)          | 04-05-1985 | Oranjestad, Aruba                               |                                                                           |
| G                                          | 19-1-2 | Joe Rivera           | KO       | 2,(10)          | 23-02-1985 | Santo Domingo, República Dominicana             |                                                                           |
| G                                          | 18-1-2 | Jeff Roberts         | TKO      | 7,(10)          | 02-02-1985 | Coliseo Roberto Clemente, San Juan, Puerto Rico |                                                                           |
| E                                          | 17–1–2 | Bernardo Checa       | Decisión | 10              | 10-10-1984 | Porlamar, Venezuela                             |                                                                           |
| G                                          | 17-1-1 | José Guerrero        | UD       | 10              | 07-07-1984 | Oranjestad, Aruba                               |                                                                           |
| G                                          | 16-1-1 | Eduardo Laguna       | KO       | 4,(10)          | 07-07-1984 | Maracaibo, Venezuela                            |                                                                           |
| G                                          | 15-1-1 | José de Jesús Acosta | TKO      | 3,(10)          | 15-05-1984 | Oranjestad, Aruba                               |                                                                           |
| G                                          | 14-1-1 | Rubén Veliz          | KO       | 3,(10)          | 16-12-1983 | Ciudad Bolívar, Venezuela                       |                                                                           |
| G                                          | 13-1-1 | Fabio Mosquera       | KO       | 3,(10)          | 01-10-1983 | Caracas, Venezuela                              |                                                                           |
| G                                          | 12-1-1 | Alberto Parra        | KO       | 3,(10)          | 13-05-1983 | Porlamar, Venezuela                             |                                                                           |
| G                                          | 11-1-1 | José Mosqueda        | KO       | 7,(10)          | 26-03-1983 | Catia La Mar, Venezuela                         |                                                                           |
| G                                          | 10-1-1 | Antonio Rodríguez    | KO       | 3,(10)          | 19-02-1983 | Cumaná, Venezuela                               |                                                                           |
| G                                          | 9-1-1  | Freddy Pitalua       | UD       | 10              | 06-11-1982 | Caracas, Venezuela                              |                                                                           |
| E                                          | 8–1–1  | Bernardo Piñango     | Decisión | 10              | 04-10-1982 | Caracas, Venezuela                              |                                                                           |
| G                                          | 8-1    | Ángel Torres         | KO       | 9,(10)          | 26-07-1982 | Cumaná, Venezuela                               | Revancha                                                                  |
| G                                          | 7-1    | Tito Roque           | KO       | 2,(8)           | 21-06-1982 | Cumaná, Venezuela                               |                                                                           |
| G                                          | 6-1    | Alejandro García     | KO       | 2,(8)           | 24-05-1982 | Cumaná, Venezuela                               |                                                                           |
| G                                          | 5-1    | Francisco Leta       | KO       | 5,(8)           | 10-05-1982 | Cumaná, Venezuela                               |                                                                           |
| D                                          | 4-1    | Ángel Torres         | KO       | 6,(8)           | 01-02-1982 | Caracas, Venezuela                              |                                                                           |
| G                                          | 4-0    | David Siso           | KO       | 3,(4)           | 25-01-1982 | Barquisimeto, Venezuela                         |                                                                           |
| G                                          | 3-0    | Luis Solórzano       | KO       | 2,(4)           | 31-10-1981 | Maracay, Venezuela                              |                                                                           |
| G                                          | 2-0    | Ramón Bolívar        | KO       | 2,(4)           | 01-10-1981 | Maracay, Venezuela                              |                                                                           |
| G                                          | 1-0    | Anthony Wanza        | KO       | 2,(4)           | 24-02-1981 | Cumaná, Venezuela                               | Debut profesional                                                         |

| Predecesor: Steve Cruz | Campeón Mundial pluma de la AMB 06-03-1987 a 30-03-1991 | Sucesor: Young Kyun Park |

| Predecesor: Steve Cruz | Campeón Mundial pluma Lineal 06-03-1987 a 30-03-1991 | Sucesor: Young Kyun Park |

| Predecesor: Steve Cruz | Campeón Mundial pluma The Ring (El título se descontinuó en 1990 hasta 2002) 06-03-1987 a 1990 | Sucesor: Marco Antonio Barrera |